# Noé, Haute-Garonne
Noé là một xã thuộc tỉnh Haute-Garonne trong vùng Occitanie tây nam nước Pháp. Xã này nằm ở khu vực có độ cao trung bình 195 mét trên mực nước biển.